# Aedoeus
Aedoeus is een geslacht van kevers uit de familie van de boktorren (Cerambycidae). De wetenschappelijke naam van het geslacht werd in 1880 gepubliceerd door Charles Owen Waterhouse.

## Soorten
- Aedoeus alosternoides Villiers, Quentin & Vives, 2011
- Aedoeus anjouanensis Quentin & Villiers, 1979
- Aedoeus curtus Villiers, Quentin & Vives, 2011
- Aedoeus geniculatus Waterhouse, 1880
- Aedoeus vieui Villiers, Quentin & Vives, 2011